# Viktor Fischer
Pour les articles homonymes, voir Fischer.
Viktor Gorridsen Fischer, né le 9 juin 1994 à Aarhus au Danemark, est un footballeur international danois aujourd'hui retraité qui jouait au poste d'ailier gauche.

## Biographie

### En club
Né au Danemark, Viktor Fischer commence à jouer au football au Lyseng IF, avant de rejoindre en 2004 l'AGF Aarhus, le club de sa ville natale, Aarhus.
En 2009, il rejoint le centre de formation du FC Midtjylland. Il joue en parallèle avec l'équipe U17 du Danemark, où ses bonnes performances (20 buts en 30 matchs) ne passent pas inaperçues. Il est donc convoité par des clubs comme l'Inter Milan et par de prestigieux clubs anglais, comme Chelsea et Manchester United. Finalement il choisit de rejoindre en 2011 l'Ajax Amsterdam, où il signe pro en juillet 2012 avec un contrat de trois ans.
Il joue son premier match officiel sous le maillot de l'Ajax le 5 août 2012 face au PSV Eindhoven lors de la Supercoupe des Pays-Bas.
Il joue son premier match en Eredivisie le 20 octobre 2012 contre l'Heracles Almelo. Le 6 novembre, il joue son premier match en Ligue des champions contre Manchester City.
Il inscrit ses premiers buts avec le club néerlandais le 11 novembre en inscrivant un doublé contre le PEC Zwolle.
Le 20 janvier 2013, il joue son premier Klassieker contre le Feyenoord Rotterdam, et inscrit un doublé. Il est nommé homme du match de cette 50e victoire de l'histoire de l'Ajax face au Feyenoord.
En février 2013, il prolonge son contrat avec l'Ajax jusqu'en 2017.
Lors de la saison 2012-2013, il se met en évidence en inscrivant un total de dix buts en Eredivisie. Il est notamment l'auteur de trois doublés cette saison-là.
Le 27 juillet 2013, il remporte sa première Supercoupe des Pays-Bas, lors d'une victoire 3 buts à 2 face à l'AZ Alkmaar.
Le 19 décembre 2013, il inscrit son premier doublé en KNVB Beker face à l'Ijseelmeervogels Spakenburg.
Le 24 février 2014, lors d'un match de championnat face à l'AZ Alkmaar, Fischer se blesse gravement, et reste indisponible jusqu'en mars 2015.
En mars 2015, il recommence à s'entraîner avec l'Ajax, et joue des matchs avec l'équipe réserve, qui joue en D2, en attendant de retrouver son meilleur niveau.
Il fait son retour avec l'équipe première le 19 avril 2015 contre le NAC Breda, plus d'un an après son dernier match en Eredivisie.
Viktor Fischer dispute avec l'Ajax huit matchs lors de la phase de groupe de la Ligue des champions : trois rencontres en 2012, puis cinq en 2013.
En février 2018, il dispute avec le FC Copenhague, les seizièmes de finale de la Ligue Europa face à l'Atlético de Madrid. Il se met en évidence lors du match aller, en inscrivant un but.
Le 1er décembre 2019, il s'illustre en étant l'auteur d'un doublé à l'occasion du New Firm contre le Brøndby IF, permettant à son équipe de l'emporter 2-1.
Le 30 juillet 2021, Viktor Fischer rejoint la Belgique afin de s'engager en faveur du Royal Antwerp FC. Il signe un contrat courant jusqu'en juin 2025.

### En sélection nationale
Joueur très prometteur, Viktor Fischer est régulièrement sélectionné dans les équipes juniors du Danemark. De 2009 à 2011, il évolue avec les moins de 17 ans, avec qui il marque 20 buts en 30 matchs.
Avec cette équipe, il participe au championnat d'Europe des moins de 17 ans en 2011. Lors de cette compétition organisée en Serbie, il joue quatre matchs. Il se met en évidence en marquant deux buts en phase de poule, contre le pays organisateur et l'Angleterre. Le Danemark s'incline en demi-finale face à l'Allemagne.
Il dispute ensuite quelques semaines plus tard la Coupe du monde des moins de 17 ans qui se déroule au Mexique. Lors du mondial junior, il joue trois matchs. Il s'illustre en marquant un but contre la Côte d'Ivoire. Avec un bilan d'un nul et deux défaites, le Danemark ne dépasse pas le premier tour du mondial.
Avec les espoirs, il participe au championnat d'Europe espoirs en 2015. Lors de cette compétition organisée en Tchéquie, il prend part à quatre matchs. Il se met en évidence en marquant un but contre la Serbie en phase de poule. Le Danemark s'incline en demi-finale face à la Suède.
Le 14 novembre 2011, il joue son premier match avec la sélection nationale danoise, lors d'une rencontre amicale contre la Turquie (score : 1-1). Le 10 septembre 2013, il délivre sa première passe décisive, contre l'Arménie. Ce match gagné 0-1 rentre dans le cadre des éliminatoires du mondial 2014.
Sa carrière internationale est ensuite suspendue de septembre 2013 à novembre 2015, à cause d'une grave blessure qui arrête sa carrière de footballeur pendant plus d'une année. Il effectue son retour dans la sélection danoise, le 14 novembre 2015 contre la Suède, à l'occasion du match de barrage aller de qualification pour l'Euro 2016.
Le 3 juin 2016, il inscrit son premier but en équipe nationale, en amical contre la Bosnie (victoire 6-5 aux tirs au but). Quatre jours plus tard, il délivre deux passes décisives lors d'une rencontre amicale face à la Bulgarie (large victoire 0-4 à l'extérieur). Puis, le 31 août de la même année, il marque son second but, en amical face au Liechtenstein (large victoire 5-0).
En 2018, il est retenu par le sélectionneur Åge Hareide afin de participer à la Coupe du monde organisée en Russie. Lors de ce mondial, il ne joue qu'une seule rencontre, face à l'équipe de France. Le Danemark s'incline en huitièmes de finale face à la Croatie, après une séance de tirs au but.

## Statistiques
| Saison                | Club                  | Championnat           | Championnat | Championnat | Coupe nationale | Coupe nationale | Coupe de la Ligue | Coupe de la Ligue | Compétition(s) continentale(s) | Compétition(s) continentale(s) | Compétition(s) continentale(s) | Danemark | Danemark | Total | Total |
| Saison                | Club                  | Division              | M.          | B.          | M.              | B.              | M.                | B.                | Comp.                          | M.                             | B.                             | M.       | B.       | M.    | B.    |
| 2012-2013             | Ajax Amsterdam        | Eredivisie            | 23          | 10          | 4               | 2               | -                 | -                 | C1+C3                          | 3+2                            | 0                              | 2        | 0        | 34    | 12    |
| 2013-2014             | Ajax Amsterdam        | Eredivisie            | 24          | 3           | 4               | 4               | -                 | -                 | C1                             | 6                              | 0                              | 4        | 0        | 38    | 7     |
| 2014-2015             | Ajax Amsterdam        | Eredivisie            | 4           | 3           | -               | -               | -                 | -                 | -                              | -                              | -                              | 1        | 1        | 5     | 4     |
| 2015-2016             | Ajax Amsterdam        | Eredivisie            | 28          | 8           | 2               | 1               | -                 | -                 | C1+C3                          | 2+7                            | 0+2                            | 1        | 0        | 40    | 11    |
| Sous-total            | Sous-total            | Sous-total            | 79          | 24          | 10              | 7               | -                 | -                 | -                              | 20                             | 2                              | 8        | 1        | 117   | 34    |
| 2016-2017             | Middlesbrough         | Premier League        | 12          | 0           | 2               | 0               | 1                 | 0                 | -                              | -                              | -                              | 7        | 2        | 22    | 2     |
| Sous-total            | Sous-total            | Sous-total            | 12          | 0           | 2               | 0               | 1                 | 0                 | -                              | -                              | -                              | 7        | 2        | 22    | 2     |
| 2017-2018             | FSV Mayence           | Bundesliga            | 10          | 0           | 2               | 2               | -                 | -                 | -                              | -                              | -                              | 1        | 0        | 13    | 2     |
| Sous-total            | Sous-total            | Sous-total            | 10          | 0           | 2               | 2               | -                 | -                 | -                              | -                              | -                              | 1        | 0        | 13    | 2     |
| 2017-2018             | FC Copenhague         | Superliga             | 17          | 7           | 1               | 0               | -                 | -                 | C3                             | 2                              | 1                              | 3        | 0        | 23    | 8     |
| 2018-2019             | FC Copenhague         | Superliga             | 11          | 6           | -               | -               | -                 | -                 | C3                             | 8                              | 2                              | 2        | 0        | 21    | 8     |
| Sous-total            | Sous-total            | Sous-total            | 28          | 13          | 1               | 0               | -                 | -                 | -                              | 10                             | 3                              | 5        | 0        | 44    | 16    |
| Total sur la carrière | Total sur la carrière | Total sur la carrière | 129         | 37          | 13              | 9               | 1                 | 0                 | -                              | 30                             | 5                              | 21       | 3        | 194   | 54    |

## Palmarès

### En club
- Finaliste des NextGen Series en 2012 avec l'Ajax Amsterdam.
- Champion des Pays-Bas en 2013 et en 2014 avec l'Ajax Amsterdam
- Vice-champion des Pays-Bas en 2016 avec l'Ajax Amsterdam
- Vainqueur de la Supercoupe des Pays-Bas en 2013 avec l'Ajax Amsterdam
- Champion du Danemark en 2019 avec le FC Copenhague
- Vice-champion du Danemark en 2020 avec le FC Copenhague
- Champion de Belgique en 2023 avec le Royal Antwerp FC

### Distinctions individuelles
- Lauréat du Meilleur jeune footballeur danois de l'année en 2012.
- Co-meilleur buteur (avec Jean Marie Dongou) des NextGen Series 2012 avec 7 buts.

## Famille
Son frère Magnus Fischer et son grand-père Poul Pedersen étaient également footballeurs, ce dernier fut également international danois.